# Svet za konkurenčnost
Svet za konkurenčnost (kratica: COMPET) je sestava Sveta Evropske unije, ki se sestane vsaj štirikrat na leto. Združuje ministre, odgovorne za trgovino, gospodarstvo, industrijo, raziskave in inovacije ter vesolje iz vseh držav članic Evropske unije. Ukvarja se s štirimi političnimi področji: notranji trg, industrija, raziskave in inovacije ter vesolje. Člana Sveta iz Slovenija sta minister za gospodarski razvoj in tehnologijo in minister za izobraževanje, znanost in šport.
Ta svet je bil ustanovljen junija 2002 z združitvijo treh prejšnjih konfiguracij (notranji trg, industrija in raziskave).